# Денніс Шеферд
Де́нніс Ґре́хем Ше́ферд (англ. Dennis Graham Shepherd нар. 11 жовтня 1926 — пом. 13 червня 2006)  — південноафриканський боксер, срібний призер Олімпійських ігор з боксу у напівлегкій вазі (1948).

## Біографія
Народився 11 жовтня 1926 року в місті Йоганнесбург (провінція Ґаутенг, Південно-Африканський Союз).
Брав участь в XIV Літніх Олімпійських іграх 1948 року у Лондоні. На шляху до фіналу у напівлегкій вазі почергово за очками переміг:
- Сідні Гріва (Пакистан) ;
- Мохамеда Аммі (Франція);
- Едді Джонсона (США);
- Франциско Нуньєса (Аргентина).

У фінальному двобої за очками поступився Ернесто Форменті (Італія), тим самим завоювавши срібну олімпійську медаль.
Після Олімпійських ігор продовжив виступати серед любителів. У 1950 році брав участь в Іграх Британської імперії в Окленді (Нова Зеландія), проте поступився у першому ж колі. Після цього закінчив боксерську кар’єру.
Помер 13 червня 2006 року в рідному місті.